# Конарский, Михаил
Михаил Конарский (пол. Michał Konarski; 25 сентября 1784 — 26 апреля 1861) — польский филантроп, журналист и педагог.
Окончил отделение философии Виленского университета, переводил пьесы для городского театра, опубликовал перевод романа мадам де Жанлис «Новый Белизар» (1809). В 1808—1824 был домашним учителем в семьях различных польских аристократов. В 1824—1831 жил, в основном, в Петербурге, сотрудничал в качестве редактора в журнале «Баламут Петербургский», дружил с Ф.В.Булгариным. В дальнейшем жил на Украине, занимался торговлей и сельским хозяйством, скопил довольно крупное состояние (около 200 тысяч рублей). 
Бо́льшую часть имущества завещал на основание ремесленного училища в Варшаве, на стипендии школьникам и студентам, на издание трудов польских историков; а библиотека и собрание рукописей Конарского пополнили собрание Краковского научного общества.